# カッシア街道

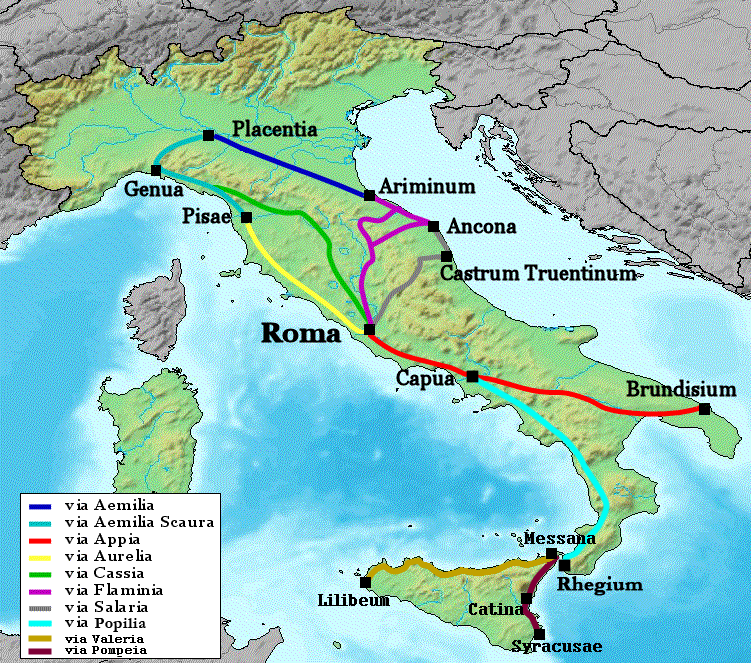
カッシア街道の経路（緑色の線）

カッシア街道（カッシアかいどう、羅: Via Cassia）は主要なローマ街道の1つ。ローマ近郊のミルウィウス橋付近でフラミニア街道から分岐し、ウェイイに程近いところを通り、エトルリア地方を縦断している。カッシア街道は、Baccanae、ストリ、ボルセーナ、アレッツォ、フィレンツェ、ピストイア、ルッカを通り、ルナでアウレリア街道と合流する。

## アメリーナ街道
アメリーナ街道 (Via Amerina) はBaccanaeの近くでカッシア街道から分岐し、北に向かってファレリイ、トーディ、ペルージャを通りクルシウムで再びカッシア街道に合流している。ランゴバルドのスポレート公ファロアルド1世の侵略によってフラミニア街道が分断され、ローマとラヴェンナの交通が絶たれた。アメリーナ街道はこのとき代替として整備されたもので、ローマ街道としては新しい。新たな軍隊のルートであり戦略的ルートとなったアメリーナ街道は「イタリア帝国の通信の中核となり、イタリア帝国はまだ現存しているという主張の主要な支えとなった」